# Пареннефер-Уеннефер
Пареннефер-Уеннефер (*XIV ст. до н. е. ) — давньоєгипетський політичний діяч кінця XVIII династії та початку XIX династії, верховний жрець Амона у Фівах за володарювання фараонів Тутанхамона, Ая, Хоремхеба, Рамсеса I і Сеті I.

## Життєпис
Походив зі знатного фіванського жрецького роду. Син Мінхотепа і Майї. Про дату народження нічого невідомо. Розпочав кар'єру в правління фараона Аменхотепа IV. Можливо наприкінці його панування обіймав посаду хранителя печатки фараона. Незабаром, можливо за правління фараона Сменхкара стає верховним жерцем Онуріса.
За правління Тутанхамона стає верховним жерцем Амона, можливо наприкінці 1330-х років до н. е. Це відбулося після тривалої перерви, оскільки після Аменемопе більшу частину фараонів Аменхотепа IV і Сменхкара верховні жреці не обиралися, лише Треті або Четверті пророки Амона.
Пареннефер-Уеннефер сприяв відновленню впливу фіванського жрецтва після припинення реформ Аменхотепа IV. Багато робив, щоб знищити пам'ять про цього фараона. У 1324 році до н. е. підтримав перехід влади до Ая. Зберіг значний вплив за фараона Хоремхеба.
Все ще перебував на посаді за фараона Рамсеса I, можливо допоміг зміцненню при владі Дев'ятнадцятої династії. Напевне помер за фараона Сеті I. Посаду заступив Небнетеру Тенрі.

## Родина
Дружина — Ісіда, начальниця гарему Амона
Діти:
- Горі, верховний жрець Онуріса
- Аменемон, начальник робітників
- Хемуасет, писар священних книг в храмі Амона
- Амененоп, верховний жрець Ра в Геліополісі
- Хентмехит, дружина керуючого храмомПтаха в Мемфісі
- донька, дружина ключара Амона
- донька, аристократа з Дому фараона
- донька, дружина командуючого колісничих